# Armin Mohler

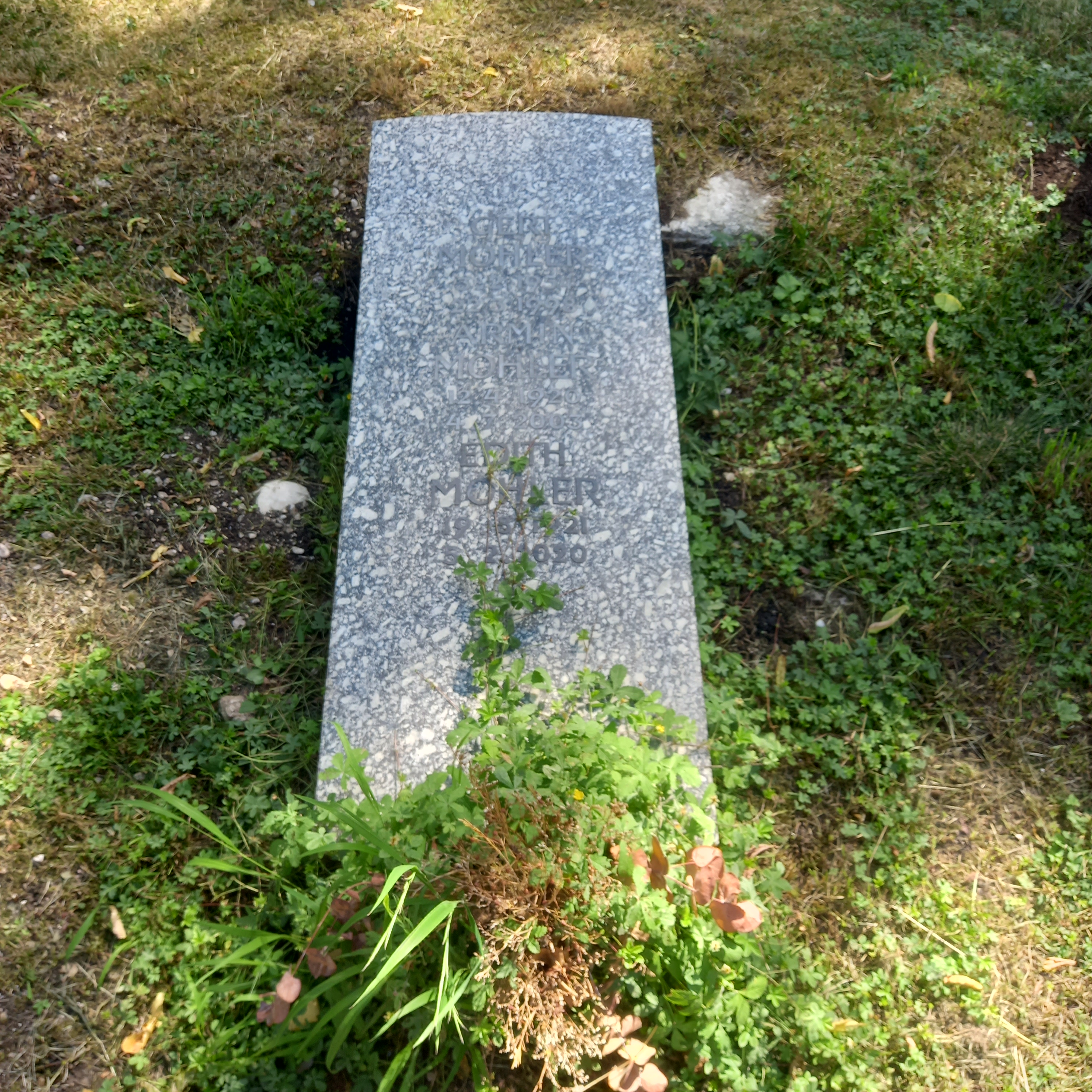
Das Grab von Armin Mohler und seiner Ehefrau Edith geborene Weiland im Familiengrab auf dem Nordfriedhof (München)

Armin Mohler (* 12. April 1920 in Basel; † 4. Juli 2003 in München; Pseudonyme: Nepomuk Vogel, Anton Madler, Michael Hintermwald, Scribifax) war ein Schweizer Publizist, Schriftsteller und Journalist. Mohler prägte den Begriff der „Konservativen Revolution“  für eine historisch uneinheitliche Denkrichtung in der Weimarer Republik und gilt als einer der Vordenker und Netzwerker der Neuen Rechten. 

## Leben

### Früher Lebensabschnitt
Mohler besuchte das Gymnasium in Basel und war Mitglied bei den Schweizer Pfadfindern. 1938 begann er ein Studium an der Universität Basel in den Fächern Kunstgeschichte, Germanistik und Philosophie. Ende der 30er Jahre war Mohler nach eigener Darstellung linksradikal und antimilitaristisch eingestellt („Ich selber war ein Salon-Kommunist“). Er sah im Rückblick sein linkes Engagement als „Widerstand gegen die kleinbürgerliche Umwelt“ seiner Heimatstadt. Die „spießige Selbstgerechtigkeit meiner schweizerischen Landsleute“ habe ihn abgestoßen und seinen „Hunger nach Monumentalität“ geschürt. Später wandte er sich nach rechts. Günter Maschke, ein ehemaliger APO-Aktivist, der zur Neuen Rechten übergewechselt war, bestritt allerdings Mohlers vorgeblich linke Vergangenheit. Mohlers Repertoire habe keinerlei Spuren marxistischer Begriffe enthalten. Nach Volker Weiß ist seine spätere Selbstdarstellung als Linker so zu verstehen, dass er auch diese Haltung als ein konsequent antiliberales Eintreten verstanden wissen wollte. Liberalismus war die zu bekämpfende hauptsächliche, weil egalisierende Tendenz.

### Desertation nach Deutschland und Rückkehr
Mit 20 Jahren wurde Mohler in die Schweizer Armee einberufen, desertierte jedoch im Februar 1942 und ging illegal über die deutsche Grenze, um sich der Waffen-SS anzuschließen. Nach eigenen Darstellungen fühlte er sich dabei beeinflusst durch die Lektüre von Oswald Spengler und dessen Hauptwerk Der Untergang des Abendlandes und ganz besonders durch den Essay Der Arbeiter. Herrschaft und Gestalt von Ernst Jünger aus dem Jahre 1932.
In Deutschland angekommen durchlief er eine völkische und subversive Ausbildung im von der SS betriebenen „Panoramaheim“ für Schweizer Nationalsozialisten in Stuttgart sowie in der Reichsführerschule I des VDA auf Schloss Kalkhorst, die vom Volksbund für das Deutschtum im Ausland (VDA) betrieben wurde.
Als „unzuverlässig“ eingestuft, wurde er kein Kriegsfreiwilliger, sondern studierte einige Monate lang in Berlin Kunstgeschichte. Noch im selben Jahr ging er zurück in die Schweiz. Hier wurde er aufgrund von „illegalem Grenzübertritt, versuchter Wehrkraftschwächung und Dienstversäumnis“ zu einem Jahr Gefängnisstrafe verurteilt, die nach Art. 30 a. F. Militärstrafgesetz in einer Festung vollzogen wurde.

### Studium
1942 setzte Mohler sein Studium der Philosophie und Kunstgeschichte in Basel fort. In dieser Zeit war auch der jüdische Philosoph Jacob Taubes mit Mohler befreundet. Taubes charakterisierte sich und Mohler: „Er war der Rechtsradikale, ich der Linksradikale“. Mohler wurde 1949 bei Herman Schmalenbach und Karl Jaspers mit der Dissertation Die Konservative Revolution in Deutschland 1918–1932 promoviert. Sie erschien 1950 als Buchausgabe und gilt bis heute als Standardwerk in mittlerweile 6. Auflage. Seit Mohlers Tod wird das Werk von Karlheinz Weißmann bearbeitet.

### Vorwiegend publizistisches Engagement ab 1945 und Habilitation
Ernst Jünger, der ab den 1920er Jahren zu einem weithin beachteten Wortführer und Theoretiker der Rechten geworden war, wurde auf Mohler aufmerksam, denn dieser hatte 1946 einen recht positiven Artikel über ihn in der Weltwoche geschrieben. 1949 wurde so Mohler Privatsekretär von Jünger und blieb dies bis 1953. Als Jünger seine frühen Schriften für Neuausgaben überarbeitete und ihnen einige nationalrevolutionäre Spitzen nahm, kam es zum Zerwürfnis. Von Mohler hieß es dazu später: „(Ich) hatte öffentlich gegen Jüngers Selbstverstümmelung, vorgenommen an seinem Frühwerk, protestiert. Das war dem Meister zuviel Erziehung von seiten seines Sekretärs.“
Von 1953 bis 1961 ging Mohler für die schweizerische Tageszeitung Die Tat nach Paris, wo er von 1955 bis 1960 auch Korrespondent der Wochenzeitung Die Zeit war. Von 1960 bis 1964 schrieb er für Christ und Welt, eine von Giselher Wirsing herausgegebene Wochenschrift.
Ein entscheidender Schritt der Etablierung gelang Mohler 1961, als ihn die Carl Friedrich von Siemens Stiftung in München als ihren Sekretär einstellte. Dies gelang mit Hilfe des Mediziners und ehemaligen Obersturmbannführers Franz Riedweg, den er 1942 kennengelernt hatte. 1964 wurde er Geschäftsführer der Stiftung, was er neben seinen anderen Tätigkeiten bis zu seinem Ruhestand 1985 blieb. Er habilitierte sich 1967 an der Rechts- und Staatswissenschaftlichen Fakultät für Wissenschaft und Politik der Universität Innsbruck mit dem schon 1963 veröffentlichten Buch Die Fünfte Republik. Was steht hinter de Gaulle?, welches das gaullistische Frankreich ab 1958 behandelt.
Ab 1964 arbeitete er für die Tageszeitung Die Welt. Im Auftrag von Axel Springer beteiligte sich Mohler 1968 an der Vorbereitung eines konservativen Magazins, das Projekt scheiterte allerdings an Dissonanzen unter den Mitwirkenden. Von der ersten Nummer an schrieb er für die konservative Zeitschrift Criticón, deren Profil er ab 1970 wesentlich mitbestimmte. Er publizierte auch in der rechtskonservativen Wochenzeitung Junge Freiheit und besorgte ab 1994 die Kolumne „Notizen aus dem Interregnum“ (unter Bezug auf die Ansicht innerhalb der Konservativen Revolution, dass die Republik keine den Deutschen angemessene Staatsform und ihre Existenz nur als schnellstmöglich zu überwindende „Zwischenzeit“ zu betrachten sei.) Unter dem Pseudonym Michael Hintermwald erschienen zwei Artikel von Mohler in der rechtsextremen Deutschen National-Zeitung Gerhard Freys. Neben politischen Themen verfasste Mohler eine große Zahl an Artikeln über Kunst und Literatur, schrieb Buchrezensionen und Portraits, vor allem für Criticón. Kindlers Malerei Lexikon druckte Mohlers Beiträge über Lieblingsmaler, unter anderem über den marxistischen mexikanischen Wandmaler Diego Rivera.

### Zunehmend politisches Engagement ab den 1970er Jahren
Armin Mohler unterstützte in den 1970er Jahren Franz Josef Strauß und die CSU. Er war zeitweilig Berater und Redenschreiber von Strauß. Er verfasste, teilweise unter dem Pseudonym Nepomuk Vogel, zahlreiche Artikel für den Bayernkurier. Er war Mentor des führenden CSU-Funktionärs und engen Mitarbeiters von Franz Josef Strauß, Marcel Hepp (1936–1970), für Mohler „einer meiner beiden engsten Freunde“ neben dem französischen Lettristen Michel Mourre (1928–1977).
1983 gründete Mohler zusammen mit Franz Schönhuber, Hellmut Diwald, Hans-Joachim Arndt und anderen Rechtsintellektuellen, die sich von der Entwicklung des deutschen Konservatismus marginalisiert fühlten, in Bad Homburg einen „Deutschlandrat“. Der Versuch, Deutschlands nationale Identität im nationalistischen Sinne neu zu definieren, indem die Zeit des Nationalsozialismus in den Hintergrund gerückt werden sollte, scheiterte. Später engagierte Mohler sich für Schönhubers Versuch, mit der 1983 gegründeten Partei Die Republikaner eine Partei rechts von CDU/CSU zu etablieren. Mohler war Text- und Stichwortgeber für das erste Positionspapier der Republikaner, welches am 16. Juni 1985 als „Siegburger Manifest“ verabschiedet wurde.
Im November 1995 fragte ihn Die Wochenzeitung: „Bewundern Sie heute Hitler immer noch wie in Ihren Jugendzeiten?“, worauf er antwortete: „Was heißt bewundern? Er hat immerhin eine richtige Führung geschaffen. Die Kader, die er heranzog, hatten Stil.“ Mohler galt als einer der wenigen profilierten rechten Denker in der Bundesrepublik Deutschland. In einem Zeitungsinterview antwortete er auf die Frage, ob er Faschist sei, mit „Ja, im Sinne von José Antonio Primo de Rivera“. Auf die Frage, was ihm der Faschismus bedeute, sagte Mohler: „Faschismus ist für mich, wenn enttäuschte Liberale und enttäuschte Sozialisten sich zu etwas Neuem zusammenfinden. Daraus entsteht, was man konservative Revolution nennt.“
Das Interview von 1995 war das letzte vor seinem Tod. Er starb 2003 in der Nähe von München.

## Positionen

### „Konservative Revolution“
In seiner Dissertation von 1950 fasste Mohler verschiedene nationalistische und antiliberale Strömungen unter dem Rubrum „Konservative Revolution“ als angeblich eigenständige politische Bewegung zusammen. Mit diesem wirkungsmächtigen Konstrukt schuf er eine neue Traditionslinie der nicht-nationalsozialistischen Rechten, die er auch im traditionellen Konservatismus salonfähig machen wollte. Die so referierten Rechtsintellektuellen grenzte Mohler explizit vom Nationalsozialismus ab, ja stellte sie als Opfer des NS-Regimes oder Widerstandskämpfer hin. Dadurch versuchte er, ihr völkisches Denken als unproblematisch auszuweisen und es als angeblich neu zu inszenieren. Das Buch gilt als Schlüsseltext der Neuen Rechten. Mohlers Doktorvater Karl Jaspers nahm die Dissertation nur an, da er glaubte, dass eine derart „großangelegte Entnazifizierung dieser Autoren […] bloß begrenzten Unfug stiften“ werde. Laut Volker Weiß wartet das Werk „mit einigen gewagten Konstruktionen, Auslassungen und Legenden auf“, um „die Legende einer bedeutenden, gegenüber dem Nationalsozialismus unempfänglichen Strömung innerhalb der deutschen Rechten zu installieren“. Im Alter gab Mohler selbst zu, dass die Arbeit das Ziel gehabt habe, Konservative Revolution und Nationalsozialismus „auseinanderzudividieren“, räumte aber auch ein, „in der historischen Wirklichkeit“ hätte sich beides „schon sehr“ überschnitten. Tatsächlich verschwieg Mohler den teils offen zu Tage liegenden Antisemitismus von mehreren seiner Protagonisten wie Carl Schmitt, Hans Blüher oder Ernst Niekisch absichtsvoll.

### Rechtskonservatismus und Nominalismus
Mohler sah sich selbst als Konservativen mit einem offenen Bekenntnis zu den geistigen Grundlagen der Konservativen Revolution aus den 1920er Jahren und deren bekanntesten Vertretern Carl Schmitt, Ernst Jünger, Ernst von Salomon oder Ernst Niekisch. Er hegte zu Schmitt ein freundschaftliches Verhältnis und versuchte in mehreren seiner Werke, dessen Ideen aufzugreifen und gesellschaftlich erneut anschlussfähig zu machen. Seit den 1970er Jahren kritisierte er scharf den deutschen Konservatismus, wie er sich nach dem Weltkrieg entwickelt hatte. Dieser „Gärtnerkonservatismus“ sei nur daran interessiert, den Status quo zu bewahren und zu pflegen. Christentum erklärte er mit Konservatismus für unvereinbar, den christlichen Konservatismus verhöhnte er als „Demutskonservatismus“.
1978 skizzierte Mohler in der Zeitschrift Criticón einen Ansatz, von dem „rechtes Denken allein ausgehen“ könne: Dem konservativen, auch dem christlichen Universalismus erteilte er eine Absage: Er sei wie alle „Denksysteme, welche in Anspruch nehmen, auf jede Frage die einzige, richtige und umfassende Antwort zu haben“, notwendig gescheitert. Stattdessen redet Mohler einem radikalen Relativismus das Wort, den er Nominalismus nannte. Dieser Begriff entlehnte er der mittelalterlichen Scholastik, wo er eine Position bezeichnet, die die reale Existenz von Universalien, also von Allgemeinbegriffen wie beispielsweise „Menschheit“ bestreitet: Sie seien nur Worte, nur Lautäußerungen. Entsprechend orientiert sich Mohlers Nominalismus stets am Einzelnen, Besonderen, ohne dadurch seinen dogmatischen Anspruch zu verlieren. Das Einzelne könne „eine Gruppe sein, ja ein Volk, das anders ist als das Volk daneben.“ Mohler rechtfertigte seinen Nominalismus strategisch: Er sei „eine Marscherleichterung, um schneller voranzukommen“. Als Feindbild nannte er den „Liberalismus, der uns krank macht“. Mit diesem Konzept wollte Mohler „der Dekadenz ein Ende machen, die uns alle ergriffen hat“. Als deren Wurzel sah er den Universalismus an, also die Anschauung, dass Prinzipien wie die Menschenrechte für alle Menschen gleichermaßen gelten. Mohler behauptete dagegen, dass nicht die Gleichheit, sondern „die Unterschiedlichkeit die Grundtatsache der Welt ist“.
Dieses Theorieangebot wurde von dem französischen Publizisten Alain de Benoist (* 1943) aufgegriffen und in seine Theorie eines Ethnopluralismus integriert, auf den sich heute unter anderem die Identitäre Bewegung beruft. Mohler förderte Benoist seit Mitte der 1970er Jahre.

### Schlussstrich unter die Vergangenheitsbewältigung
Immer wieder forderte Mohler einen Schlussstrich unter die sogenannte Vergangenheitsbewältigung, also die Ansätze, die NS-Zeit und ihre Verbrechen kritisch aufzuarbeiten. Er nahm an, dass mit diesen Ansätzen in Wahrheit die NS-Vergangenheit in moralisierender Weise instrumentalisiert würden, um politisch missliebigen Personen zu schaden. Vor allem aber ging es ihm darum, Deutschlands Selbstbestimmung wiederzugewinnen, was unmöglich sei, solange ein positiver Bezug auf die deutsche Geschichte durch das Gedenken an den Nationalsozialismus und seine Verbrechen verstellt sei. Ende der 1970er Jahre radikalisierte sich Mohlers Geschichtsrevisionismus im Zusammenhang mit der Kontroverse um die Geschichte der Deutschen des Historikers Hellmut Diwald und mit einem Streit, den er mit dem Journalisten Hans Lamm, dem er in einem Brief schrieb, er lasse sich „auch nicht dadurch erpressen, daß Sie Jude sind“. Nach der Ausstrahlung der TV-Serie Holocaust äußerte Mohler 1979, dass es „Busineß (sic!)“ und „Herrschaftsmittel der Juden“ sei, anderen Völkern Antisemitismus zu unterstellen.
In der Folgezeit sprach sich Mohler wiederholt gegen ein gesetzliches Verbot der Holocaustleugnung aus, dessen Ziel es lediglich sei, „jede Deutschland entlastende Forschung zum Schweigen zu bringen“. In einer Kolumne für die Zeitung Junge Freiheit forderte er 1994, sich wissenschaftlich genauer mit der sogenannten „Auschwitz-Lüge“ zu befassen, woraufhin sich der Herausgeber Dieter Stein von Mohler trennte, da er um die Reputation seiner Zeitung besorgt war. Der neurechte Verleger Götz Kubitschek brachte nach seinem eigenen Zerwürfnis mit der Jungen Freiheit Mohlers Kolumnen als Sammelband heraus, inklusive der erwähnten geschichtsrevisionistischen Kolumne, die in dem Band wohlmeinend kommentiert wurde.
In seinem Kampf gegen die deutsche Erinnerungskultur, mit der auch das wiedervereinigte Deutschland, wie Mohler 1991 schrieb, am „Nasenring“ durch die Manege führen lasse, berief er sich immer auch auf (zumeist verstorbene) jüdische Gewährsleute. In dieser Strategie sowie in seinen Briefen, in  denen er unverstellter formulierte als in seiner Publizistik, erkennt der Historiker Fabian Weber auch antisemitische Topoi.

## Rezeption
Mohler gilt als Vordenker der Neuen Rechten bzw. als deren Hauptvertreter. Der Politikwissenschaftler Richard Stöss nennt ihn eine „Schlüsselfigur“ und einen „Klassiker“ der Neuen Rechten. Ausgangspunkt dieses Wirkens war Mohlers Doktorarbeit über die Konservative Revolution, die von 1950 bis 2005 mehrere Neuauflagen erfuhr und innerhalb des Konservatismus als Standardwerk gilt. Mohler gelang es, den Begriff „Konservative Revolution“ in der Geschichtswissenschaft und bis in Handbücher hinein zu etablieren. Gleichwohl blieb das Buch und die darin vertretene Kernthese nicht unumstritten. Der Soziologe Stefan Breuer kritisiert, dass Mohler letztlich Unvereinbares unter den Begriff Konservative Revolution subsumiere und damit einen Mythos erschaffe.
Der beim Verfassungsschutz Nordrhein-Westfalen tätige Sozialwissenschaftler Thomas Pfeiffer sieht Mohler als Verbindungsfigur der Neurechten in Frankreich und Deutschland. Er habe in praktisch allen wichtigen Publikationen des neurechten Lagers veröffentlicht.
Michael Seelig meint, wegen der Sympathien, die Mohler für die Ideen der Konservativen Revolution hegte, dürfe man sein Buch dazu weniger als Darstellung benutzen, sondern eher als Quelle. Als solche sei es zuverlässig. Zudem mangele es einem kulturwissenschaftlichen Verständnis des Phänomens und schlägt daher einen „hermeneutisch-semantischen Zugriff [vor], der sich um politisch-weltanschaulische Neutralität bemüht“.

## Werke
- Die Konservative Revolution in Deutschland 1918–1932. Ein Handbuch. (Zugleich Dissertation Basel 1949), Stuttgart F. Vorwerk, 1950.
- Die Schleife. Dokumente zum Weg von Ernst Jünger. Arche, Zürich 1955.
- Die französische Rechte. Der Kampf um Frankreichs Ideologienpanzer. Isar, München 1958.
- Die fünfte Republik. Was steht hinter de Gaulle? Piper, München 1963.
- Was die Deutschen fürchten. Seewald, Stuttgart 1965.
- Vergangenheitsbewältigung. Von der Läuterung zur Manipulation. Seewald, Stuttgart 1968.
- Sex und Politik. Rombach, Freiburg im Breisgau 1972.
- Der faschistische Stil, Stuttgart 1973 Seewald.
- Von rechts gesehen. Seewald, Stuttgart 1974.
- Vergangenheitsbewältigung. Oder wie man den Krieg nochmals verliert. Sinus, Krefeld 1980.
- Die nominalistische Wende In Pierre Krebs, Das Unvergängliche Erbe: Alternativen zum Prinzip der Gleichheit. Tübingen 1981 Grabert Verlag
- Der Nasenring. Im Dickicht der Vergangenheitsbewältigung. Essen: Heitz & Höffkes, 1989.
- zusammen mit Dieter Stein: Im Gespräch mit Alain de Benoist. Junge Freiheit, Freiburg im Breisgau 1993, ISBN 3-929886-00-6.
- Georges Sorel. Erzvater der Konservativen Revolution. Eine Einführung. Antaios, Bad Vilbel 2000, ISBN 3-935063-01-6.
- Der Streifzug. Blicke auf Bilder, Bücher und Menschen. Antaios, Dresden 2001, ISBN 3-935063-16-4.
- Das Gespräch. Über Rechte, Linke und Langweiler. Antaios, Dresden 2001, ISBN 3-935063-17-2.
- Lieber Chef... Briefe an Ernst Jünger 1947–1961. Hrsg. v. Erik Lehnert. Antaios, Steigra, Sachsen-Anhalt 2016, ISBN 978-3-935063-29-6.

## Auszeichnungen
- 1967 erhielt Mohler den Konrad-Adenauer-Preis der Deutschland-Stiftung.